# Flagge der Republik Sacha

Flagge der Republik

Die Flagge Sachas ist die offizielle Flagge der Jakuten und der autonomen Republik Sacha innerhalb Russlands. Die Flagge wurde am 14. Oktober 1992 offiziell gesetzlich festgelegt.
Die Flagge hat ein Verhältnis von 1:2 und besteht aus vier horizontalen Streifen. Diese haben die Farben (von oben nach unten) Hellblau, Weiß, Rot und Grün. Die Höhe des hellblauen Streifens beträgt 3/4 der gesamten Flaggenhöhe, die des weißen und roten Streifens jeweils 1/16 und die des grünen 1/8 der Flaggenhöhe. Zentral im hellblauen Streifen befindet sich ein weißer Kreis mit dem Durchmesser 2/5 der Flaggenhöhe.

## Farben und ihre Bedeutungen
- Weiße Sonne: Symbol des ewigen Lebens
- Blaues Feld: charakteristisches kaltes und hartes Polar-Klima Jakutiens
- Weißer Streifen: Symbol für Reinheit, Schnee, Hoffnung, Klugheit und Freundlichkeit
- Roter Streifen: Symbol für Stärke, Mut, Ehre und Aspiration
- Grüner Streifen: Symbol für Gesundheit, Freude und Hoffnung